# Flipside (film)
Flipside är en amerikansk dokumentärfilm som hade premiär på Toronto International Film Festival den 10 september 2023. Filmen är regisserad av Christopher Wilcha, som även skrivit manus tillsammans med Joe Beshenkovsky och Adam Samuel Goldman.

## Handling
I den prisbelönta dokumentärfilmen gräver regissören Chris Wilcha i sina oavslutade filmprojekt, som exempelvis en skivaffär i New Jersey där han jobbade i tonåren.

## Medverkande (i urval)
- Judd Apatow
- Monica Bill Barnes
- Anna Bass
- Herman Leonard
- Floyd Vivino